# Grandes éxitos (álbum de Malú)
Grandes éxitos es el cuarto recopilatorio de grandes éxitos de Malú y decimoquinto álbum en la discografía de la cantante española. Salió a la venta el 29 de julio de 2014, editado bajo el sello Sony Music.
El álbum, remasterizado por Fernando Álvarez, se compone de doce de sus sencillos más conocidos, como «Blanco y negro», «No voy a cambiar», «Sin ti todo anda mal» o «Aprendiz».

## Lista de canciones
| Grandes éxitos |                           |                                                              |          |  |
| N.º            | Título                    | Escritor(es)                                                 | Duración |  |
| 1.             | «Blanco y negro»          | María Bernal · Aitor García · Jules Ramllano · Armando Ávila | 3:53     |  |
| 2.             | «Sin ti todo anda mal»    | Estéfano                                                     | 4:16     |  |
| 3.             | «Toda»                    | Estéfano                                                     | 3:23     |  |
| 4.             | «Diles»                   | David Santisteban · Marco Dettoni                            | 3:34     |  |
| 5.             | «No voy a cambiar»        | Airam Etxaniz                                                | 3:42     |  |
| 6.             | «Ahora tú»                | Rafael Vergara · Antonio Rayo Gibo                           | 3:44     |  |
| 7.             | «Ni un segundo»           | Leonel García                                                | 3:35     |  |
| 8.             | «A esto le llamas amor»   | Rafael Vergara                                               | 3:55     |  |
| 9.             | «Duele»                   | Carlos J. Molinarios · Antonio Raúl Fernández                | 3:44     |  |
| 10.            | «Me quedó grande tu amor» | Estéfano                                                     | 4:30     |  |
| 11.            | «Voy a quemarlo todo»     | David Santisteban · Esmeralda Grao                           | 3:49     |  |
| 12.            | «Aprendiz»                | Alejandro Sanz                                               | 4:47     |  |

## Créditos y personal
- Fernando Álvarez: remasterización
- Archivo Sony Music: fotografías

Créditos adaptados desde las notas de Grandes éxitos (2014).